# Plainfield, New Hampshire
Plainfield är en kommun (town) i Sullivan County i delstaten New Hampshire, USA med 2 364 invånare (2010). 